# Leone Pancaldo (jagare)
Leone Pancaldo var en av tolv jagare i Navigatori-klassen som byggdes för Regia Marina (den kungliga italienska flottan) mellan slutet av 1920-talet. Strax efter Italiens inträde i andra världskriget i juni 1940 sänktes hon av brittiska torpedflygplan i Augusta på Sicilien, men bärgades senare och reparerades. Hon användes under en kort tid för snabba trupptransporter till Tunisien tills hon sänktes för andra och sista gången av allierade flygplan i april 1943.

## Design och beskrivning
Navigatori-klassen konstruerades som ett svar på de stora franska jagarna av Jaguar- och Guépard-klasserna. De hade en längd på 107,3 meter, en bredd på 10,2 meter och ett medeldjupgående på 3,5 meter. Deras deplacement var 1 900 ton vid standardlast och 2 580 ton vid fullast. Under krigstid bestod besättningen av 222-225 officerare och sjömän.
Navigatori-klassen drevs av två Belluzzo-ångturbiner som var och en drev en propelleraxel med hjälp av ånga från fyra Yarrowpannor. Turbinerna var konstruerade för att producera 55 000 axelhästkrafter (41 000 kW) och en hastighet på 32 knop (59 km/h) i drift, även om fartygen nådde hastigheter på 38-41 knop (70-76 km/h) under sina sjötester med lätt last. De rymde tillräckligt med brännolja för att ge dem en räckvidd på 3 800 nautiska mil (7 000 km) vid en hastighet på 18 knop (33 km/h).
Deras huvudbatteri bestod av sex 12-centimeterskanoner i tre dubbelkanontorn, ett vardera för och akter om överbyggnaden och det tredje midskepps. Luftvärnet bestod av ett par 40-millimeterskanoner i enkelfästen akter om den främre skorstenen och ett par dubbelkanonfästen för 13,2-millimeterskulsprutor. De var utrustade med sex 53,3-centimeters torpedtuber i två trippelfästen midskepps. Navigatori-klassen kunde bära 86-104 sjöminor.

## Konstruktion och tjänstgöring
Leone Pancaldo kölsträcktes av Cantieri Navali Riuniti vid deras varv i Sestri Levante den 7 juli 1927, sjösattes den 5 februari 1929 och färdigställdes den 30 november 1929. Mellan maj och september 1930 genomgick hon modifieringsarbeten som syftade till att förbättra stabiliteten och sjövärdigheten.
Under 1930-talet opererade Pancaldo till stor del med den italienska flottan och deltog i övningar i Medelhavet. Mellan december 1930 och januari 1931 var hon och sju systerfartyg utplacerade i Atlanten för att stödja Italo Balbos transatlantiska flygning från Italien till Brasilien. Mellan 1936 och 1938 deltog Pancaldo också i det spanska inbördeskriget, där den italienska flottan var engagerad till stöd för Francisco Francos styrkor.
Pancaldo klassificerades ursprungligen som en esploratore (flottiljledare/spaningskryssare) men klassades om till jagare 1938. Efter att under en kort tid ha använts för utbildning i Pola genomgick hon mellan 1939 och januari 1940 ytterligare modifieringar av fören vid Muggiano-varvet i La Spezia.

### Andra världskriget
När Italien gick in i andra världskriget den 10 juni 1940 ingick Pancaldo i den 14:e jagardivisionen tillsammans med systerfartygen Ugolino Vivaldi, Antonio da Noli och Lanzerotto Malocello. Den 9 juli 1940 deltog Pancaldo, tillsammans med Vivaldi och da Noli (den senare tvingades dock återvända innan slaget började på grund av ett motorhaveri), i slaget vid Kalabrien. När slaget var över nådde Pancaldo och större delen av flottan Augusta på Sicilien där de bunkrade. De upptäcktes där av ett brittiskt spaningsplan och följande dag anföll Fairey Swordfish torpedflygplan från hangarfartyget Eagle Augusta i syfte att slå till mot den italienska flottan under dess uppehåll där. Radioavlyssningar hade dock varnat de italienska befälen för faran och större delen av flottan förflyttades till andra baser; endast Pancaldo och Vivaldi, som ännu inte hade slutfört tankningen, var kvar i hamnen när flygplanen anföll. Båda jagarna öppnade eld med sina luftvärnskanoner, men en av torpederna som släpptes av planen träffade Pancaldo och fick henne att sjunka på några minuter på en 30 meter djup botten, med förlust av sexton man.
En inspektion av vraket av dykare visade att skrovet inte var irreparabelt skadat, och ett beslut fattades om att bärga fartyget och reparera henne. För att lätta upp fartyget före bärgningen togs många delar bort, inklusive hennes kanoner och torpedtuber. Den 26 juli 1941, ett år efter förlisningen, togs Pancaldo upp till ytan, och den 1 augusti placerades hon i torrdocka. Efter provisoriska reparationer som gjorde att hon kunde klara en resa till havs lämnade Pancaldo Augusta den 27 oktober 1941 med kurs mot Genua, där hon genomgick omfattande reparationer på Ansaldo-varvet som pågick till den 17 november 1942. Hon utrustades också med en Gufo-radar och återgick i tjänst den 12 december 1942, nästan två och ett halvt år efter sin förlisning.
Pancaldo tilldelades den 15:e jagardivisionen, baserad i Trapani, men hon blev inte fullt operativ förrän i mars 1943. Under en månad användes hon för snabba trupptransporter till Tunisien, tillsammans med andra jagare. Den 29 april 1943 seglade Pancaldo från Pozzuoli för ett sådant uppdrag, tillsammans med den tyska jagaren ZG3 Hermes; de två fartygen hade 247 respektive 215 tyska soldater ombord. Under resan attackerades jagarna upprepade gånger av allierat flyg; efter att ha avvärjt de två första attackerna utsattes Pancaldo omkring 12:30 för en annan attack av 50 Curtiss P-40 från USAAF och sjönk utanför Kap Bon. Av de 527 soldaterna och besättningen ombord omkom 199, mestadels italienska besättningsmedlemmar. Hennes befälhavare, kommendörkapten Tommaso Ferreri Caputi, skadades allvarligt men överlevde. Hermes skadades allvarligt i samma attack, men lyckades nå Tunis.